# Президентские выборы в Аргентине (1826)
Первые в истории Аргентины президентские выборы состоялись 7 февраля 1826 года. На них в условиях Бразильской войны был избран первый президент Соединенных провинций Рио-де-ла-Плата. Выборы проводились ненапрямую, в голосовании участвовали делегаты Конгресса Соединённых провинций, который действовал как коллегия выборщиков и без представительства всех провинций. В результате президентом стал один из руководителей борьбы за независимость Южной Америки от испанского господства Бернардино Ривадавия.

## История
В декабре 1824 года в Буэнос-Айресе собрался Генеральный конгресс — собрание депутатов Соединённых провинций Рио-де-ла-Плата, созванное губернатором провинции Буэнос-Айрес генералом Мартином Родригесом, целью которого было восстановление единства недавно созданного государства после исчезновения национальных властей в результате битвы при Сепеде и последовавшей за ней «анархии 20-х годов».
В 1825 году Конгресс принял Основной закон, согласно которому до утверждения конституции была создана Временная национальная исполнительная власть, делегировавшая международные отношения губернатору Буэнос-Айреса. 6 февраля 1826 года Генеральный конгресс, реагируя на объявление войны со стороны Бразильской империи, постановил централизовать руководство страной путём учреждения поста президента. Выборы, в которых должны были принять участие делегаты Конгресса, состоялись уже на следующий день.
Единственным кандидатом стал унитарист Бернардино Ривадавия, за которого проголосовали 35 делегатов Конгресса. Ещё трое делегатов отдали свои голоса за других политиков, хотя они и не были кандидатами. Ривадавия был приведён к присяге на следующий день. Его избрание, поскольку конституция ещё не была принята, было подвергнуто сомнению и воспринято с подозрением в некоторых провинциях.
У правительства Ривадавии было много проблем, прежде всего с Бразилией из-за территории Уругвая и проявляющийся в более или менее острых формах сепаратизм провинциальных властей. В результате вспыхнувшего вооружённого восстания Ривадавия подал в отставку 29 июня 1827 года. Следующие президентские выборы состоялись только в 1853 году.

## Итоги голосования
| Кандидат                | Партия    | Выборщики | %     |
| ----------------------- | --------- | --------- | ----- |
| Бернардино Ривадавия    | Унитарист | 35        | 92,11 |
| Хуан Антонио Лавальеха  | Унитарист | 1         | 2,63  |
| Карлос Мария де Альвеар | Унитарист | 1         | 2,63  |
| Хуан Антонио Альварес   | Унитарист | 1         | 2,63  |
| Всего                   | Всего     | 38        | 100   |